# Gonystylus xylocarpus
Gonystylus xylocarpus là một loài thực vật thuộc họ Thymelaeaceae. Loài này có ở Indonesia và Malaysia.